# Ricourt
Ricourt (gaskognisch: Ricort) ist eine französische Gemeinde mit 47 Einwohnern (Stand 1. Januar 2022) im Département Gers in der Region Okzitanien (bis 2015 Midi-Pyrénées); sie gehört zum Arrondissement Mirande und zum Gemeindeverband Bastides et Vallons du Gers. Die Bewohner nennen sich Ricourtois/Ricourtoises.

## Geografie
Ricourt liegt rund 19 Kilometer westsüdwestlich von Mirande und 30 Kilometer nordöstlich von Tarbes im Süden des Départements Gers. Die Gemeinde besteht aus Weilern, zahlreichen Streusiedlungen und Einzelgehöften. Der Fluss Laüs bildet streckenweise die Gemeindegrenze.
Nachbargemeinden sind Marciac im Norden und Nordosten, Monlezun im Osten, Troncens im Südosten, Blousson-Sérian im Süden, Sembouès im Südwesten sowie Saint-Justin im Westen.

## Bevölkerungsentwicklung
| Jahr                       | 1793 | 1831 | 1962 | 1968 | 1975 | 1982 | 1990 | 1999 | 2006 | 2011 | 2016 |
| Einwohner                  | 336  | 369  | 76   | 66   | 60   | 68   | 44   | 66   | 68   | 73   | 67   |
| Quellen: Cassini und INSEE |      |      |      |      |      |      |      |      |      |      |      |